# Dyrhólaey

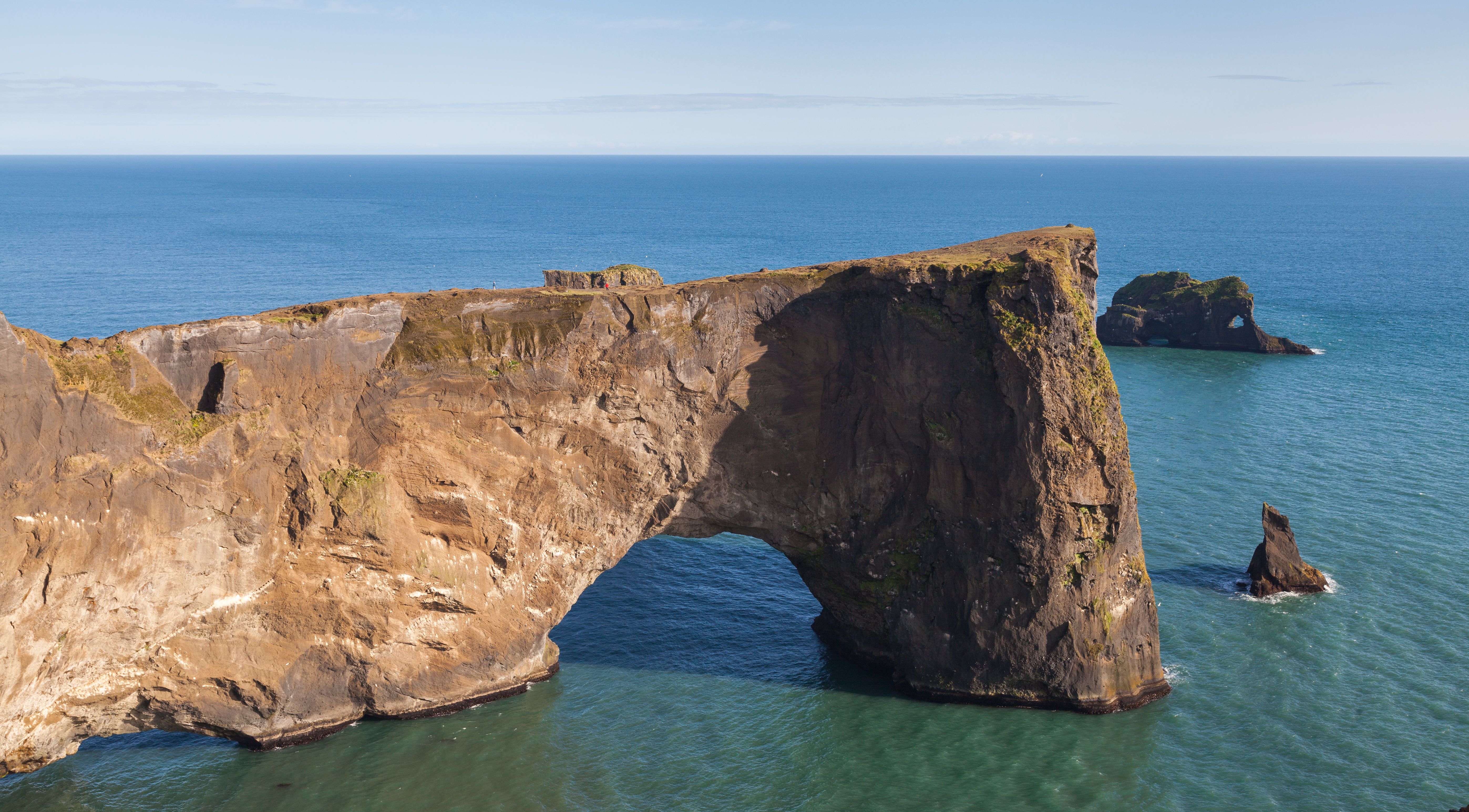
Dyrhólaey.

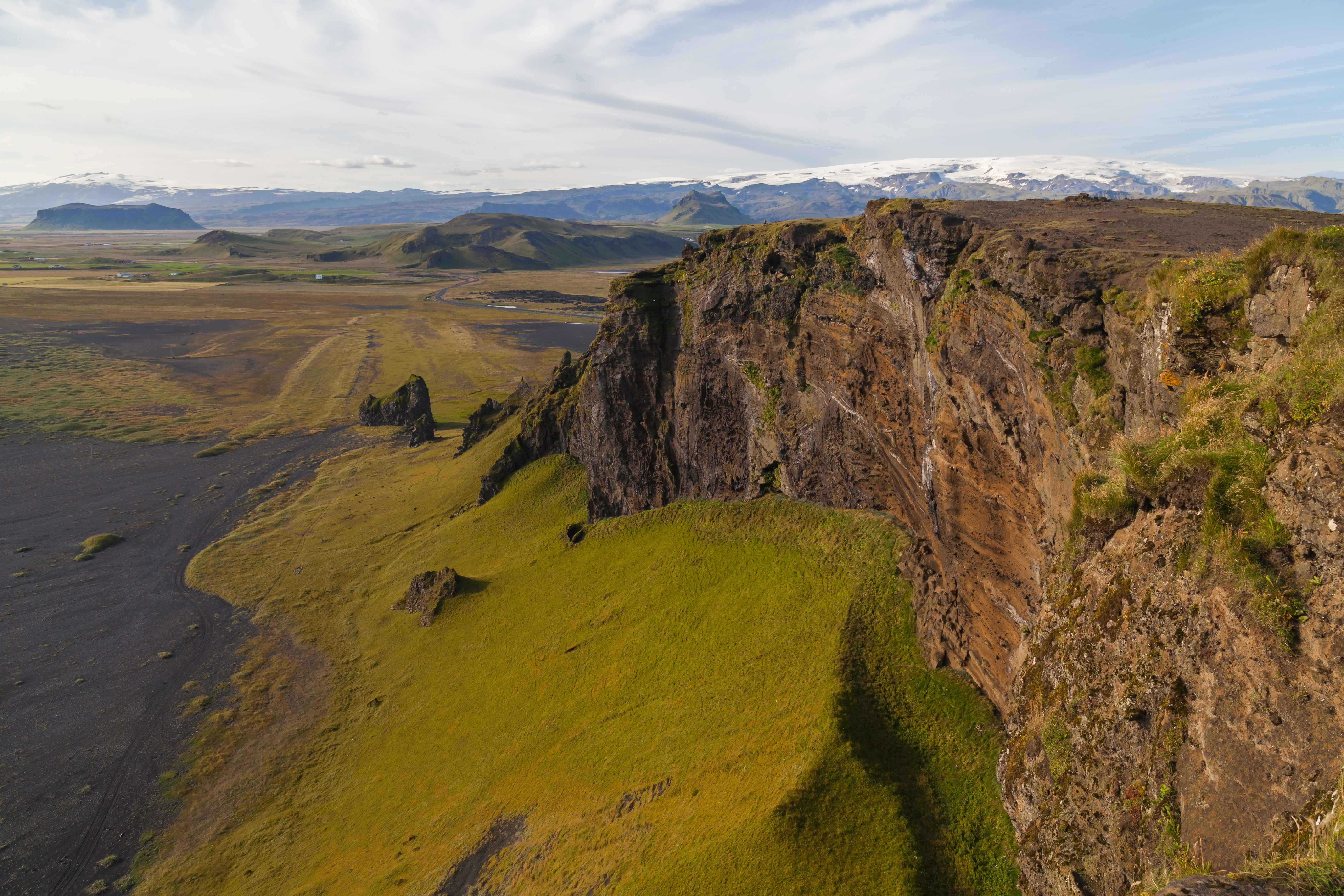
Paesaggio da Dyrhólaey.

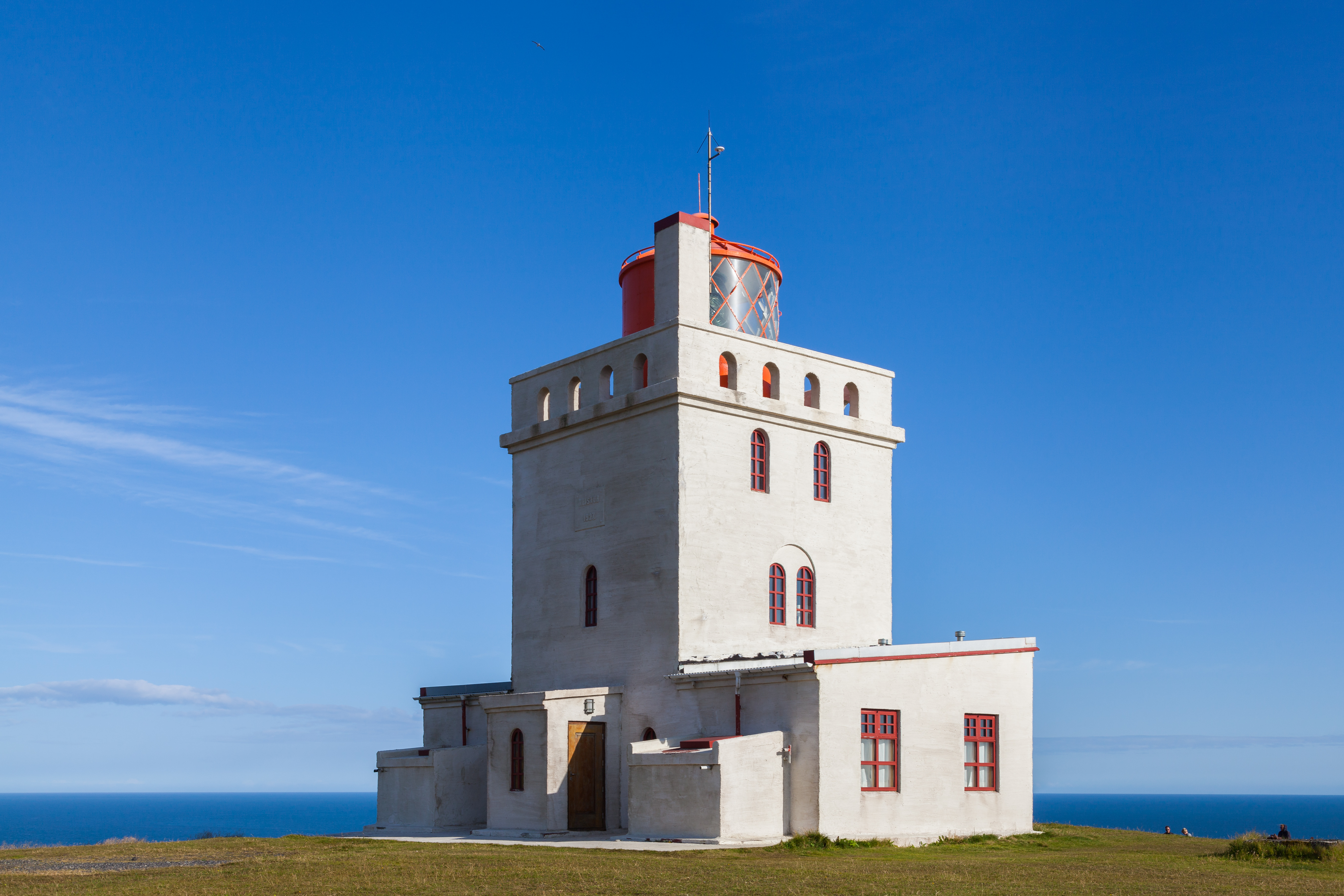
Faro di Dyrhólaey.

Il promontorio di Dyrhólaey si trova lungo la costa meridionale dell'Islanda, non lontano da Vík í Mýrdal. Le sue scogliere sono ripide e, nella zona occidentale, arrivano ad un'altezza massima di 115 m.
Dyrhólaey è una penisola di origine vulcanica, come indicato dallo stesso nome, ("hóla" significa collina, mentre "eyja" significa isola). Al suo interno è presente un gigantesco arco di lava nera sul mare, che ha conferito alla località il resto del nome ("dyr" significa infatti porta).
Al largo di Dyrhólaey si trovano alcuni faraglioni, il più alto dei quali (56 m) è denominato "Háidrangur", seguito dal "Lundadrangur" e infine dal "Mávadrangur", formazione più lontana dalla costa.
Nei pressi della riva si trovano invece il "Kambur" e il "Litlidrangur". situati più ad ovest rispetto ai fratelli maggiori.
Il panorama è maestoso, con il ghiacciaio Mýrdalsjökull a nord e le colonne di lava nera del Reynisdrangar che scendono fino in mare, mentre ad ovest la costa si estende in direzione di Selfoss.
La zona è nota tra gli appassionati di birdwatching per l'importante popolazione di pulcinella di mare che nidificano proprio sulle scogliere di Dyrhólaey durante la breve estate nordica.
Nel 1910 sul promontorio venne costruito un primo faro, poi sostituito dall'attuale struttura risalente al 1927, dotata della lente di rifrazione più grande tra i fari islandesi.